# Українці Сербії
Українці в Сербії (серб. Украјинци у Србији / Ukrajinci u Srbiji) — одна з національних меншин Сербії. Згідно з даними останнього перепису населення 2002 року близько 5 тисяч — українцями.
Регіоном компактного проживання меншини є Автономний край Воєводина, зокрема, адміністративний центр автономії Новий Сад та міста Врбас, Кула, Сремська Митровиця, Інджія — для українців та Новий Сад, Руски Крстур, Куцура, Джурджево, Шид — для русинів. Незначна кількість українців та русинів мешкає у столиці країни Белграді.

## Історія

### Становлення української громади
З території сучасної України, у давні часи та в різних історичних і економічних умовах, український народ переселявся на простори сьогоднішньої Республіки Сербії. Ще в XV столітті, за часів навали Османської імперії на Балканський півострів, починаються доселення церковних і учених людей. Поступово цей процес посилюється, особливо на початку XVIII століття. Найінтенсивнішими і наймасовнішими були переселення на територію сьогоднішньої Воєводини, яка в той час входила до складу Австрійської монархії. Заслуговує уваги й те, що в 1735 році викладачами латинської та слов'янських мов, філософії та богословских наук в Сремських-Карловцях були професори з Київської Академії. Одним з найвідоміших серед них був Емануїл Козачинський. Він написав і разом з своїми учнями поставив першу сербську театральну виставу.
Перебування українських ченців у фрушкогорських монастирях початком XVIII століття відкриває ще один особливий розділ сербско-українських зв'язків. Так, наприклад, в 1743 році Арсеніє Йованович Шакабенда з київського монастиря Печерська Лавра (перший вищий навчальний заклад східних слов'ян і предтеча Київської академії) доводить в Карловацьку митрополію іконописців. Ці майстри розписували монастирі та навчали ремеслу сербських малярів. Деякі з тих фресок і сьогодні прикрашають стіни та арки фрушкогорських монастирів. В монастирях Обед (не зберігся), Врднік, Язак, Бешеново, Шишатоваць, П'ятковиця, Кувеждин, Дівша, Привина Голова, Хопово, Крушедол, Велика Ремета, Гргетег, Раковиця і Беочин зберігались такі Богослужбові та церковні книжки, видані в Україні, такі як: Київські псалтирі, літургії, біблії, життя святих, апостоли, апостольські розмови, канони, духовні альфабети. Серед них були і книжки з природних наук, бесіди, філософії з логікою та інші. Більшість з них збереглась і до сьогоднішніх днів. Тільки в двох монастирях — Фенек і Мала Ремета, не було книжок з тих часів
В 1-й половині XVIII століття, коли Австрійська монархія витіснила Османську імперію з південно-східної Європи, почалося систематичне переселення людей з цілої імперії. Землі сучасної Воєводини в ті часи були слабо населені та економічно не розвинені. Це й так незавидне становище ще більше погіршилось переселенням Сербів на простори теперішної України, де була заснована Нова Сербія і Слов'яносербія. На ці свобідні простори почалася систематична колонізація словаків, чехів, угорців, німців, поляків та інших народів.
Вже в 1745 році з території сьогоднішньої України починається переселення слов'янських народів у Бачку, Срем і Славонію. Перші організовані доселення були в Кулу, Крстур (сьогодні Руський Крстур), Куцуру та інші місця в районі Бачки, а декілька років пізніше в районі Шіду і Срему.

### Запорозькі козаки у Воєводині
1775 р. — після зруйнування української козацької держави на Дніпрі — Запорозької Січі російська імператриця Катерина II Велика прогнала козаків з держави. Вони декілька років блукали краями Османської імперії, берегами Дунаю, Молдовського князівства та Татарії. Незадоволені умовами життя в Османській імперії козаки попросили в австрійського імператора Йосипа II дозволу на переселення до його держави. Після довгих переговорів вони отримали згоду. Але запропоновані умови доселення були досить несприятливі для запорожців. Козаки були зобов'язані самі озброюватись та забезпечуватись кіньми, служити під командуванням німецьких офіцерів, носити тільки свою народну козацьку форму, не мали права одружуватись, їхнє пересування було обмеженим, нагорода за військову службу була мінімальною і так далі. За таких умов 1785 року доселено від 7000 до 8000 людей.
Це була друга хвиля переселення українців на простори сьогоднішньої Воєводини. Частину козаків, розділених на малі групи, розселили в зоні військової області на кордоні Османської імперії. Розміщені в районі Банату, козаки мали свій збірний центр в Темішварі, а бригади в Панчеву та Білій Церкві зі збірним центром в Сенті. З цього центру, пізніше, вербували людей в міліцію Суботиці, Нового Саду і Сомбору. Постарівши, козаки виходили з війська з скромною платнею і поселялись в Тітелі, Ковілю, Шайкаші та інших околицях.
Дальша доля цих українців не достатньо з'ясована. Деякі історики вважають, що через заборону одруження це козацьке плем'я поступово вимерло. Інші думають, що запорожці зтопились з місцевим населенням і стали сербами. Можливо частина козаків і не затрималась довго в районі Бачки, а повернулася старими шляхами в Задунайську Січ, а можливо навіть і на Дніпро, в рідний край — звідки і прийшли. Сьогодні від присутності тих українців не залишилось достовірних слідів.

### Еміграція 1920-х років

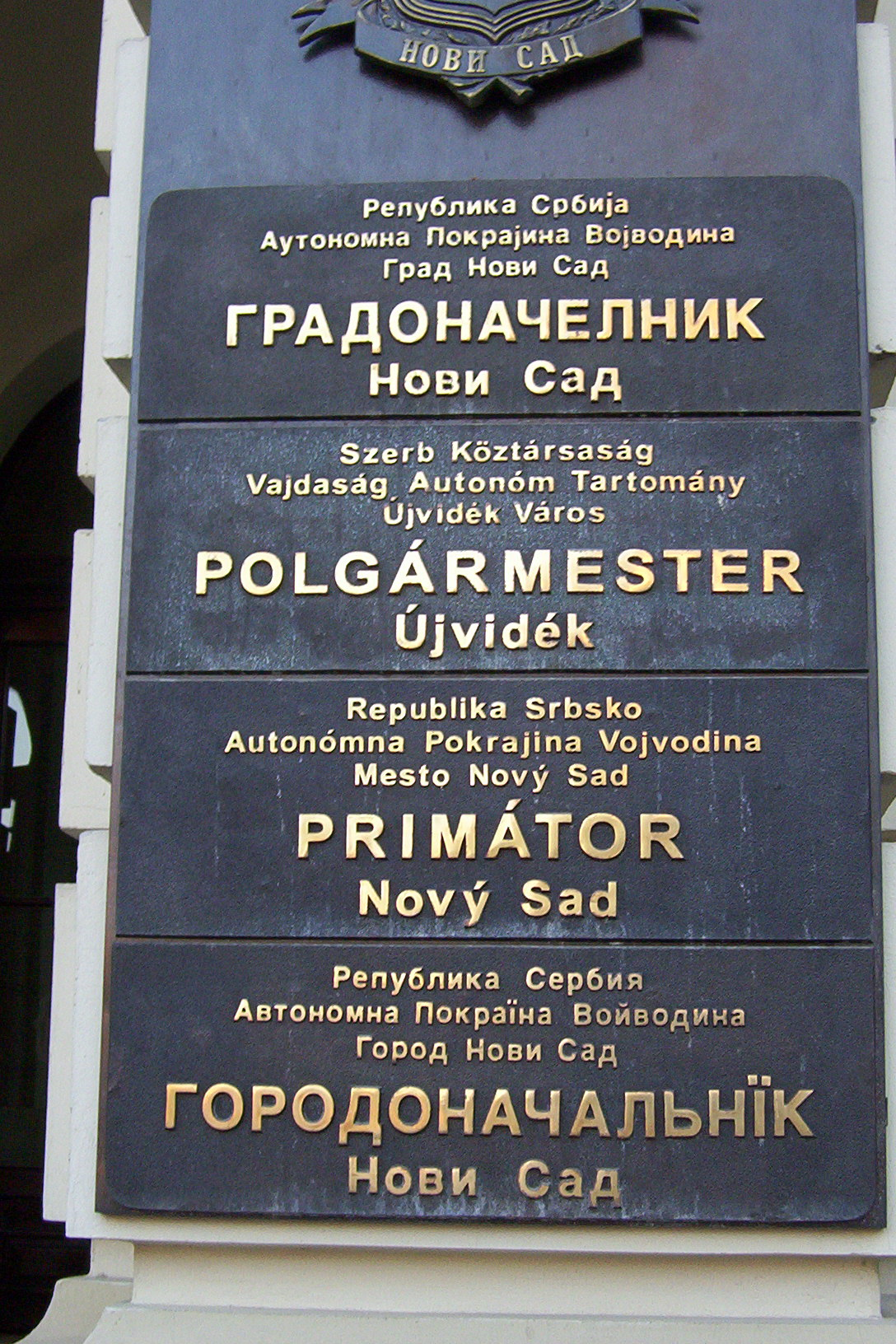
Офіс міського голови Нового Саду — напис сербською, угорською, словацькою та бачвансько-русинською мовами.

В 1920-х роках (після Жовтневого перевороту в Росії) майже 70 тисяч біженців з України і південної Росії знайшли свій притулок в Королівстві Сербів, Хорватів і Словенців. Між поселенцями було близько 40 тисяч військових і 30 тисяч цивільних людей. Припускається, що серед емігрантів було більше ніж 30 тисяч Українців за походженням або місцем народження. Спочатку ці біженці були розміщені по цілому королівстві в близько 300 колоніях. Тільки в 1924 році вони отримали право вільного вибору постійного місця проживання. Більша частина висловилась за Сербію, а переважна більшість українців з західної України вибрала Белград, Загреб, Воєводину та Славонію.
Було засновано культурне товариство «Просвіта», а згодом і «Українське товариство». Готувались Шевченківські вечори, співались українські пісні, читались вірші, танцювались народні танці, в закуплених приміщеннях відкривались бібліотеки та читальні зали і тому подібне. Шевченківські вечори в Королівстві СХС переросли в «Дні української культури». Театральний гурток товариства плекав верхунський театральний репертуар, а у співпраці з сербським хором були організовані успішні концерти, де виконувались сербські та українські пісні. З часом «Просвіта» відкрила свої філіали в Новому Саді, Великому Бечкереку (пізніше Петровград, сьогодні Зренянин), Суботиці, Шіду та в інших місцях. У Смедереві було засновано товариство «Кобзар», яке мало драматургічні та музичні гуртки. Українські аматорські драматургічні гуртки існували в Шабці, Пожаревці, Заєчарі та в деяких менших місцях. Студентська молодь заснувала українське товариство студентів. Серед емігрантів було багато високоосвідчених людей (професорів, адвокатів, лікарів, фармацевтів, митців та інших), які залишили глибокий слід в освіті, мистецтві та культурі Сербії між двома світовими війнами.

### Колонізація Воєводини
Наймасовніші переселення українців з Боснії до Сербії були після Другої світової війни, у 1945—1946 рр. Новоутворена держава — Федеративна Народна Республіка Югославія населяла Воєводину партизанськими сім'ями з Босни, Ліки, Банії, Герцеговини, Далмації, Чорногорії та Сербії. Цією колонізацією переселено декілька десяток українських сімей. Українці поселились в Руському Селі, Нових Козарцях і Країшніку в районі Баната, потім в Будісаві, Ковілю, Качу, Бачком Ярку, Змаєву, Раткову та інших місцях в районі Бачки, а декілька сімей поселилось в Бешкі, Добановцях і Соко Салаші (біля Земуна) в районі Срема. Беручи до уваги велику територію, на якій знаходились колонії, та малу кількість сімей, українці становили малочисленну громаду у всіх цих місцях.

### Поодинокі переселення
В 1950-х і 1960-х роках, в пошуках кращих умов життя, українці інтенсивно переселялися з Боснії у Воєводину. Не зважаючи на поодинокість та неорганізованість, переселилося багато людей. У Воєводині створюється очевидна українська діаспора. За переписом населення після Другої світової війни, а й раніше, неможливо було визначити справжню кількість українців у Воєводині. Українська національна меншина не була виділена як самостійна, а розподілена під спільну назву «русини, рутени, українці, малоруси», або поділена за релігійною орієнтацією. Ці дані не вказували на справжню кількість українців і викликали вагання та подив користувачів цих списків. Тільки після перепису 1971 року українці отримують свою національність і на списках перепису населення мають свою колонку.

## Громадські організації
- Товариство української мови, літератури та культури «Просвіта»;
- Культурно-мистецьке товариство ім. Івана Сенюка;
- Товариство плекання української культури «Коломийка»;
- Культурно-мистецьке товариство «Кобзар»;
- Культурно-просвітнє товариство «Карпати»;
- Культурно-мистецьке товариство «Калина»;
- Русинський народний театр «Петро Різнич Дядя» (див. Петро Різнич-Дядя);
- Дім культури Рускі Крстур;
- Товариство русинської мови, літератури і культури;
- КПД «ДОК»;
- КПД «Джура Кіш»;
- Відділення Товариства «Іван Котляревський»;
- КПД «Карпати»;
- КУД «Жатва»;
- КУД «Петро Кузмяк» та ін.[2]

## Освіта
За офіційними даними, на території Воєводини русинська мова викладається в 65 початкових та в 21 середній школі, в русинській гімназії «Петро Кузм'як» (м. Руський Керестур), а також на кафедрі русинської мови і літератури філософського факультету Новосадського університету.
Українську мову з елементами національної культури викладають факультативно учням першого-восьмого класів 12 сербських середніх шкіл міст Новий Сад, Кула, Врбас, Інджія, Сремська Митровиця та селищ Будісава, Змаєво і Савіно Село Автономного краю Воєводина.
Активно працює відділення україністики кафедри славістики філологічного факультету Белградського університету (завідувач кафедри — професор Людмила Попович), на якому навчаються здебільшого представники корінної національності.

## ЗМІ
Русинською мовою виходить щотижнева інформаційно-політична газета «Руске слово», молодіжна газета «МАК», дитячий журнал «Заградка», літературно-культурний журнал «Шветлосц» та щорічник «Голос Союзу». На радіо-телебаченні Воєводини засновано окрему русинську редакцію, що готує радіопрограми русинською мовою, які щоденно займають 4 години ефіру. Мовлення русинською ведуть також місцеві радіостанції в містах Кула, Врбас та Шид. Друга програма воєводинського телебачення РТС-2 надає щомісячно 11 годин ефіру для транслювання русинськомовних передач.
На Радіо-телебаченні Воєводини програми українською мовою готуються українськими журналістами та є Українські редакції як для програм телебачення, так і радіо. Окрім Нового Саду, українське радіомовлення присутнє у Кулі та Інджії, раніше у Вербасі та Лачарку (біля Сремської Митровиці). Півгодинна телевізійна програма «Українська панорама» транслюється на Радіо-Телебачення Воєводини, Другому каналі, кожної неділі. Українською мовою друкується щомісячна газета «Рідне слово» та дитячий часопс «Соловейко»(Видавництво «Рідне слово» засноване у 2005 році) та, у 2007 році відновився випуск щорічного календаря «Рідного слова» і друкуються спеціальні видання. Часопис «Українське слово» до недавно видавало Товариство української мови, літератури і культури «Просвіта».